# Municipio de Nessel
El municipio de Nessel (en inglés, Nessel Township) es un municipio del condado de Chisago, Minnesota, Estados Unidos. Tiene una población estimada, a mediados de 2024, de 1956 habitantes.

## Geografía
Está ubicado en las coordenadas 45°40′55″N 93°03′44″O / 45.68194, -93.06222 (45.681968, -93.062181). Según la Oficina del Censo, tiene una superficie total de 110.5 km², de los cuales 96.8 km² corresponden a tierra firme y 13.7 km² están cubiertos de agua.

## Demografía
Según el censo de 2020, en ese momento había 1907 personas residiendo en la zona. La densidad de población era de 19.7 hab./km². El 93.13 % de los habitantes eran blancos, el 0.42 % eran afroamericanos, el 0.37 % eran amerindios, el 1.00 % eran asiáticos, el 0.47 % eran de otras razas y el 4.61 % eran de una mezcla de razas. Del total de la población, el 1.31 % eran hispanos o latinos de cualquier raza.